# Drusus rectus
Drusus rectus är en nattsländeart som beskrevs av Mclachlan 1868. Drusus rectus ingår i släktet Drusus och familjen husmasknattsländor.

## Underarter
Arten delas in i följande underarter:
- D. r. nigrorectus
- D. r. thibaulti